# Italië op de Olympische Zomerspelen 2012
Italië nam deel aan de Olympische Zomerspelen 2012 in Londen, Verenigd Koninkrijk.

## Medailleoverzicht
| Sport        | Olympiër | Onderdeel                  | Medaille |
| ------------ | --- | -------------------------- | -------- |
| Boogschieten | Michele Frangilli Marco Galiazzo Mauro Nespoli | team (m)                   | Goud     |
| Kanovaren    | Daniele Molmenti | K-1 slalom (m)             | Goud     |
| Schermen     | Valerio Aspromonte Giorgio Avola Andrea Baldini Andrea Cassarà | floret team (m)            | Goud     |
| Schermen     | Elisa Di Francisca | floret (v)                 | Goud     |
| Schermen     | Elisa Di Francisca Arianna Errigo Ilaria Salvatori Valentina Vezzali | floret team (v)            | Goud     |
| Schietsport  | Niccolò Campriani | 50m geweer 3 houdingen (m) | Goud     |
| Schietsport  | Jessica Rossi | trap (v)                   | Goud     |
| Taekwondo    | Carlo Molfetta | +80kg (m)                  | Goud     |
| Boksen       | Clemente Russo | -91kg (m)                  | Zilver   |
| Boksen       | Roberto Cammarelle | +91kg (m)                  | Zilver   |
| Roeien       | Romano Battisti Alessio Sartori | dubbel-twee (m)            | Zilver   |
| Schermen     | Diego Occhiuzzi | sabel (m)                  | Zilver   |
| Schermen     | Arianna Errigo | floret (v)                 | Zilver   |
| Schietsport  | Luca Tesconi | 10m luchtpistool (m)       | Zilver   |
| Schietsport  | Niccolò Campriani | 10m luchtgeweer (m)        | Zilver   |
| Schietsport  | Massimo Fabbrizi | trap (m)                   | Zilver   |
| Waterpolo    | Stefano Tempesti Amaurys Pérez Niccolò Gitto Pietro Figlioli Alex Giorgetti Maurizio Felugo Giacomo Pastorino Massimo Giacoppo Valentino Gallo Christian Presciutti Deni Fiorentini Matteo Aicardi Danijel Premuš | mannen                     | Zilver   |
| Atletiek     | Fabrizio Donato | hink-stap-springen (m)     | Brons    |
| Boksen       | Vincenzo Mangiacapre | -64kg (m)                  | Brons    |
| Gymnastiek   | Elisa Blanchi Romina Laurito Marta Pagnini Elisa Santoni Anzhelika Savrayuk Andreea Stefanescu | ritmisch team (v)          | Brons    |
| Gymnastiek   | Matteo Morandi | ringen (m)                 | Brons    |
| Judo         | Rosalba Forciniti | -52kg (v)                  | Brons    |
| Schermen     | Aldo Montano Diego Occhiuzzi Luigi Samele Luigi Tarantino | sabel team (m)             | Brons    |
| Schermen     | Valentina Vezzali | floret (v)                 | Brons    |
| Taekwondo    | Mauro Sarmiento | -80kg (m)                  | Brons    |
| Volleybal    | Luigi Mastrangelo Simone Parodi Samuele Papi Michal Lasko Ivan Zaytsev Dante Boninfante Cristian Savani Dragan Travica Alessandro Fei Emanuele Birarelli Andrea Bari Andrea Giovi                                 | zaal (m)                   | Brons    |
| Wielersport  | Marco Aurelio Fontana | moutainbike (m)            | Brons    |
| Zwemmen      | Martina Grimaldi | 10km open water (v)        | Brons    |

## Deelnemers en resultaten
(m) = mannen, (v) = vrouwen
Het overzicht van de deelnemers en hun resultaten volgt.

### Atletiek
| Olympiër                                                     | Onderdeel              | Resultaat | Prestatie                                                    |
| ------------------------------------------------------------ | ---------------------- | --------- | ------------------------------------------------------------ |
| Emanuele Abate                                               | 110m horden (m)        | 10e       | serie 5: 4de in 13,46 halve finale 3: 4de in 13,35           |
| José Reynaldo Bencosme de Leon                               | 400m horden (m)        | 18e       | serie 3: 3de in 49,35 halve finale 3: 6de in 50,07           |
| Yuri Floriani                                                | 3000m steeplechase (m) | 13e       | serie 2: 2de in 8.29,01 finale: 13de in 8.40,07              |
| Daniele Meucci                                               | 5000m (m)              | 22e       | serie 1: 8ste in 13.28,71                                    |
| Daniele Meucci                                               | 10000m (m)             | 24e       | 28.57,46                                                     |
| Ruggero Pertile                                              | marathon (m)           | 10e       | 2:12.45                                                      |
| Giorgio Rubino                                               | 20km snelwandelen (m)  | 42e       | 1:25.28                                                      |
| Marco De Luca                                                | 50km snelwandelen (m)  | 17e       | 3:47.19                                                      |
| Fabio Cerutti Simone Collio Rosario La Mastra Davide Manenti | 4x100m (m)             | 14e       | serie 1: 7de in 38,58                                        |
| Fabrizio Donato                                              | hink-stap-springen (m) | Brons     | kwalificatie groep B: 4de met 16,86m finale: 3de met 17,48m  |
| Daniele Greco                                                | hink-stap-springen (m) | 4e        | kwalificatie groep A: 2de met 17,00m finale: 4de met 17,34m  |
| Gianmarco Tamberi                                            | hoogspringen (m)       | 21e       | kwalificatie groep B: 12de met 2,21m                         |
| Lorenzo Povegliano                                           | kogelslingeren (m)     | 27e       | kwalificatie groep B: 14de met 71,55m                        |
| Nicola Vizzoni                                               | kogelslingeren (m)     | 8e        | kwalificatie groep A: 9de met 74,79m finale: 8ste met 76,07m |
|                                                              |                        |           |                                                              |
| Gloria Hooper                                                | 200m (v)               | 29e       | serie 2: 6de in 23,25                                        |
| Libania Grenot                                               | 400m (v)               | 9e        | serie 6: 3de in 52,13 halve finale 2: 3de in 51,18           |
| Elena Romagnolo                                              | 5000m (v)              | 15e       | serie 2: 9de in 15.06,38 finale: 15de in 15.35,69            |
| Silvia Weissteiner                                           | 5000m (v)              | 16e       | serie 1: 7de in 15.06,81                                     |
| Nadia Ejjafini                                               | 5000m (v)              | 27e       | serie 2: 14de in 15.27,70                                    |
| Nadia Ejjafini                                               | 10000m (v)             | 18e       | 31.57,03                                                     |
| Marzia Caravelli                                             | 100m horden (v)        | 24e       | serie 6: 3de in 13,01 halve finale 3: gediskwalificeerd      |
| Giulia Arcioni Chiara Bazzoni Libania Grenot Manuela Gentili | 4x400m (v)             | 11e       | serie 1: 7de in 3.29,01                                      |
| Rosaria Console                                              | marathon (v)           | 30e       | 2:30.09                                                      |
| Anna Incerti                                                 | marathon (v)           | 29e       | 2:29.38                                                      |
| Valeria Straneo                                              | marathon (v)           | 8e        | 2:25.27                                                      |
| Eleonora Anna Giorgi                                         | 20km snelwandelen (v)  | 14e       | 1:29.48                                                      |
| Elisa Rigaudo                                                | 20km snelwandelen (v)  | 7e        | 1:27.36                                                      |
| Simona La Mantia                                             | hink-stap-springen (v) | 18e       | kwalificatie groep B: 10de met 13,92m                        |
| Chiara Rosa                                                  | kogelstoten (v)        | 15e       | kwalificatie groep A: 6de met 18,30m                         |
| Silvia Salis                                                 | kogelslingeren (v)     | 36e       | kwalificatie groep A: 16de met 10,84m                        |

### Badminton
| Olympiër         | Onderdeel     | Resultaat | Prestatie                                                         |
| ---------------- | ------------- | --------- | ----------------------------------------------------------------- |
| Agnese Allegrini | enkelspel (v) | 33e       | groep B: 3de V van MAS Tee: 7-21,14-21 V van KOR Bae: 11-21,15-21 |

### Boksen
| Olympiër             | Onderdeel | Resultaat | Prestatie |
| -------------------- | --------- | --------- | --- |
| Manuel Cappai        | -49kg (m) | 17e       | 1ste ronde: V van PHI Barriga: 7-17 |
| Vincenzo Picardi     | -52kg (m) | 9e        | 1ste ronde: vrij 2de ronde: V van MGL Tögstogy: 16-17                                                                                              |
| Vittorio Parrinello  | -56kg (m) | 9e        | 1ste ronde: W van NAM Matheus: 18-7 2de ronde: V van GBR Campbell: 9-11                                                                            |
| Domenico Valentino   | -60kg (m) | 5e        | 1ste ronde: vrij 2de ronde: W van GBR Taylor: 15-10 kwartfinale: V van LTU Petrauskas: 14-16                                                       |
| Vincenzo Mangiacapre | -64kg (m) | Brons     | 1ste ronde: vrij 2de ronde: W van HUN Katé: 20-14 kwartfinale: W van KAZ Jeleoessinov: 16-12 halve finale: V van CUB Iglesias: 8-15                |
| Clemente Russo       | -91kg (m) | Zilver    | 1ste ronde: W van ANG Silva: walk-over kwartfinale: W van CUB Larduet: 12-10 halve finale: W van AZE Mammadov: 15-13 finale: V van UKR Usyk: 11-14 |
| Roberto Cammarelle   | +91kg (m) | Zilver    | 1ste ronde: W van ECU Perea: 18-10 kwartfinale: W van MAR Arjaoui: 12-11 halve finale: W van AZE Majidov: 13-12 finale: V van GBR Joshua: 18-18    |

### Boogschieten
| Olympiër                                       | Onderdeel       | Resultaat | Prestatie |
| ---------------------------------------------- | --------------- | --------- | --- |
| Michele Frangilli                              | individueel (m) | 33e       | plaatsingsronde: 37ste met 662 punten 1ste ronde: V van UKR Hrachov: 3-7 |
| Marco Galiazzo                                 | individueel (m) | 33e       | plaatsingsronde: 36de met 662 punten 1ste ronde: V van MEX Serrano: 2-6 |
| Mauro NespoliMauro Nespoli                     | individueel (m) | 33e       | plaatsingsronde: 11de met 674 punten 1ste ronde: V van TPE Chen: 2-6 |
| Michele Frangilli Marco Galiazzo Mauro Nespoli | team (m)        | Goud      | plaatsingsronde: 6de met 1998 punten 1ste ronde: W van Chinees Taipei: 216-206 kwartfinale: W van China: 220-216 halve finale: W van Mexico: 217-215 finale: W van Verenigde Staten: 219-218 |
|                                                |                 |           | |
| Pia Lionetti                                   | individueel (v) | 5e        | plaatsingsronde: 19de met 652 punten 1ste ronde: W van RSA Hultzer: 6-2 2de ronde: W van USA Leek: 6-4 3de ronde: W van TPE Tab: 6-2 kwartfinale: V van MEX Román: 2-6                       |
| Jessica Tomasi                                 | individueel (v) | 33e       | plaatsingsronde: 44ste met 635 punten 1ste ronde: V van KOR Choi: 5-6 |
| Natalia Valeeva                                | individueel (v) | 17e       | plaatsingsronde: 24ste met 650 punten 1ste ronde: W van PRK Kwon: 7-3 2de ronde: V van RUS Perova: 2-6                                                                                       |
| Pia Lionetti Jessica Tomasi Natalia Valeeva    | team (v)        | 9e        | plaatsingsronde: 10de met 1937 punten 1ste ronde: V van China: 199-200 |

### Gewichtheffen
| Olympiër         | Onderdeel | Resultaat | Prestatie                                                   |
| ---------------- | --------- | --------- | ----------------------------------------------------------- |
| Mirco Scarantino | -56kg (m) | 14e       | trekken: 18de met 97kg stoten: 13de met 128kg totaal: 225kg |

### Gymnastiek
| Olympiër                                                                                       | Onderdeel                | Resultaat            | Prestatie |
| Ritmische gymnastiek                                                                           | Ritmische gymnastiek     | Ritmische gymnastiek | Ritmische gymnastiek |
| ---------------------------------------------------------------------------------------------- | ------------------------ | -------------------- | --- |
| Julieta Cantaluppi                                                                             | individueel (v)          | 16e                  | kwalificatie: hoepel: 25,200 punten bal: 26,675 punten knots: 26,850 punten lint: 26,550 punten totaal: 105,275 punten |
| Elisa Blanchi Romina Laurito Marta Pagnini Elisa Santoni Anzhelika Savrayuk Andreea Stefanescu | team (v)                 | Brons                | kwalificatie: 5 ballen: 28,100 punten 2 hoepels,3 linten: 27,700 punten totaal: 55,800 punten finale: 5 ballen: 28,125 punten 2 hoepels, 3 linten: 27,325 punten totaal: 55,450 punten |
| Trampoline                                                                                     |                          |                      | |
| Flavio Cannone                                                                                 | mannen                   | 11e                  | kwalificatie: 11de met 104,170 punten |
| Turnen                                                                                         |                          |                      | |
| Alberto Busnari                                                                                | paard voltige (m)        | 4e                   | kwalificatie: 4de met 15,058 punten finale: 4de met 15,400 punten |
| Matteo Morandi                                                                                 | ringen (m)               | Brons                | kwalificatie: 2de met 15,766 punten finale: 3de met 15,733 punten |
| Matteo Morandi                                                                                 | meerkamp individueel (m) | 41e                  | kwalificatie: vloer: 14,133 punten paard voltige: 0 punten ringen: 15,766 punten sprong: 15,633 punten brug met gelijke leggers: 14,500 punten rekstok: 0 punten totaal: 60,032 punten |
| Paolo Ottavi                                                                                   | meerkamp individueel (m) | 22e                  | kwalificatie: vloer: 14,266 punten paard voltige: 13,700 punten ringen: 14,866 punten sprong: 14,933 punten brug met gelijke leggers: 14,500 punten rekstok: 14,066 punten totaal: 86,331 punten finale: vloer: 12,466 punten paard voltige: 14,033 punten ringen: 15,016 punten sprong: 15 punten brug met gelijke leggers: 14,100 punten rekstok: 14,033 punten totaal: 84,648 punten  |
| Enrico Pozzo                                                                                   | meerkamp individueel (m) | 18e                  | kwalificatie: vloer: 14,766 punten paard voltige: 13,633 punten ringen: 14,033 punten sprong: 15,600 punten brug met gelijke leggers: 14,366 punten rekstok: 14,500 punten totaal: 86,698 punten finale: vloer: 14,700 punten paard voltige: 13,900 punten ringen: 14 punten sprong: 15,466 punten brug met gelijke leggers: 14,533 punten rekstok: 14,433 punten totaal: e87,032 punten |
| Matteo Angioletti Alberto Busnari Matteo Morandi Paolo Ottavi Enrico Pozzo                     | team (m)                 | 11e                  | kwalificatie: 11de met 262,085 punten |
|                                                                                                |                          |                      | |
| Vanessa Ferrari                                                                                | vloer (v)                | 4e                   | kwalificatie: 3de met 14,900 punten finale: 4de met 14,900 punten |
| Erika Fasana                                                                                   | meerkamp individueel (v) | 30e                  | kwalificatie: vloer: 14,033 punten sprong: 14 punten brug met ongelijke leggers: 13,666 punten balk: 12,266 punten totaal: 53,965 punten |
| Carlotta Ferlito                                                                               | meerkamp individueel (v) | 21e                  | kwalificatie: vloer: 13,900 punten sprong: 14,100 punten brug met ongelijke leggers: 13,075 punten balk: 14,425 punten totaal: 55,500 punten finale: vloer: 12,733 punten sprong: 14,166 punten brug met ongelijke leggers: 13,433 punten balk: 14,766 punten totaal: 55,098 punten |
| Vanessa Ferrari                                                                                | meerkamp individueel (v) | 8e                   | kwalificatie: vloer: 14,900 punten sprong: 14,366 punten brug met ongelijke leggers: 14,233 punten balk: 14,433 punten totaal: 57,932 punten finale: vloer: 14,866 punten sprong: 14,600 punten brug met ongelijke leggers: 14,033 punten balk: 14,500 punten totaal: 57,999 punten |
| Giorgia Campana Erika Fasana Carlotta Ferlito Vanessa Ferrari Elisabetta Preziosa              | meerkamp team (v)        | 7e                   | kwalificatie: 7de met 168,397 punten finale: 7de met 167,930 punten |

### Judo
| Olympiër           | Onderdeel | Resultaat | Prestatie |
| ------------------ | --------- | --------- | --- |
| Elio Verde         | -60kg (m) | 5e        | 1ste ronde: W van PER Postigo: ippon 2de ronde: W van UKR Zantaraia: yuko 3de ronde: W van MEX Castillo: ippon kwartfinale: W van ARM Davtyan: yuko halve finale: V van JPN Hiraoka: ippon bronzen finale: V van BRA Kitadai: yuko |
| Francesco Faraldo  | -66kg (m) | 33e       | 1ste ronde: V van ESP Uriarte: ippon |
| Antonio Ciano      | -81kg (m) | 17e       | 1ste ronde: vrij 2de ronde: V van GER Bischof: waza-ari |
| Roberto Meloni     | -90kg (m) | 9e        | 1ste ronde: W van TJK Sobirov: waza-ari 2de ronde: V van BRA Camilo: ippon |
|                    |           |           | |
| Elena Moretti      | -48kg (v) | 9e        | 1ste ronde: vrij 2de ronde: V van ARG Pareto: yuko |
| Rosalba Forciniti  | -52kg (v) | Brons     | 1ste ronde: vrij 2de ronde: W van GER Tarangul: yuko kwartfinale: W van KOR Kim: jury-beslissing halve finale: V van PRK An: ippon bronzen finale: W van LUX Muller: straf                                                         |
| Giulia Quintavalle | -57kg (v) | 5e        | 1ste ronde: vrij 2de ronde: W van KOR Kim: ippon kwartfinale: V van JPN Matsumoto: waza-ari herkansingen: W van AUT Filzmoser: ippon bronzen finale: V van USA Malloy: ippon                                                       |
| Edwige Gwend       | -63kg (v) | 9e        | 1ste ronde: vrij 2de ronde: V van CHN Xu: waza-ari |
| Erica Barbieri     | -70kg (v) | 17e       | 1ste ronde: V van KOR Hwang: waza-ari |

### Kanovaren
| Olympiër                         | Onderdeel     | Resultaat | Prestatie                                                                         |
| Slalom                           | Slalom        | Slalom    | Slalom                                                                            |
| -------------------------------- | ------------- | --------- | --------------------------------------------------------------------------------- |
| Stefano Cipressi                 | C-1 (m)       | 13e       | 96,40                                                                             |
| Pietro Camporesi Niccolò Ferrari | C-2 (m)       | 13e       | 111,55                                                                            |
| Daniele Molmenti                 | K-1 (m)       | Goud      | voorronde: 9de in 88,68 halve finale: 3de in 96,37 finale: 1ste in 93,43          |
|                                  |               |           |                                                                                   |
| Maria Clara Giai Pron            | K-1 (v)       | 15e       | voorronde: 3de in 99,66 halve finale: 15de in 176,51                              |
| Sprint                           |               |           |                                                                                   |
| Maximilian Benassi               | K-1 1000m (m) | 18e       | serie 1: 7de in 3.35,543                                                          |
|                                  |               |           |                                                                                   |
| Norma Murabito                   | K-1 200m (v)  | 25e       | serie 1: 7de in 43,820                                                            |
| Josefa Idem                      | K-1 500m (v)  | 5e        | serie 2: 3de in 1.55,619 halve finale 3: 1ste in 1.52,232 finale: 5de in 1.53,223 |

### Moderne vijfkamp
| Olympiër         | Onderdeel | Resultaat | Prestatie |
| ---------------- | --------- | --------- | --- |
| Nicola Benedetti | mannen    | 20e       | 5568 punten 0808 met schermen (floret; 17-18; 13e) 1140 met zwemmen (200 m vrij; 2.18,47; 36e) 1084 met paardrijden (springconcours; 116 strafpunten; 26e) 2536 op combinatie (10 m luchtpistool/3000 m; 10.16,92 (OR); 1e) |
| Riccardo de Luca | mannen    | 9e        | 5720 punten 0784 met schermen (floret; 16-19; 20e) 1264 met zwemmen (200 m vrij; 2.08,29; 24e) 1200 met paardrijden (springconcours; 0 strafpunten; 3e) 2472 op combinatie (10 m luchtpistool/3000 m; 10.32,34; 5e)         |
|                  |           |           | |
| Claudia Cesarini | vrouwen   | 25e       | 4912 punten 0760 met schermen (floret; 15-20; 25e) 1088 met zwemmen (200 m vrij; 2.22,77; 29e) 1044 met paardrijden (springconcours; 156 strafpunten; 30e) 2020 op combinatie (10 m luchtpistool/3000 m; 12.25,66; 19e)     |
| Sabrina Crognale | vrouwen   | 27e       | 4852 punten 0880 met schermen (floret; 20-15; 8e) 1072 met zwemmen (200 m vrij; 2.24,24; 30e) 1128 met paardrijden (springconcours; 78 strafpunten; 18e) 1772 op combinatie (10 m luchtpistool/3000 m; 13.27,22; 33e)       |

### Paardensport
| Olympiër                                         | Onderdeel   | Resultaat | Prestatie |
| Dressuur                                         | Dressuur    | Dressuur  | Dressuur |
| ------------------------------------------------ | ----------- | --------- | --- |
| Valentina Truppa op Eremo Del Castegno           | individuee) | 15e       | Grand Prix: 9de met 75,790% Grand Prix Special: 18de met 73,127% Kür op muziek: 15de met 78,214%                  |
| Eventing                                         |             |           | |
| Stefano Brecciaroli op Apollo wd Wendi Kurt Hoev | individueel | 19e       | 38,50 bij dressuur (2e) 11,60 bij crosscountry 11,00 bij springen ronde 1 08,00 bij finale springen 69,10 totaal  |
| Vittoria Panizzon op Borough Pennyz              | individueel | 11e       | 53,50 bij dressuur (47e) 00,00 bij crosscountry 01,00 bij springen ronde 1 00,00 bij finale springen 54,50 totaal |

### Roeien
| Olympiër                                                           | Onderdeel              | Resultaat | Prestatie |
| ------------------------------------------------------------------ | ---------------------- | --------- | --- |
| Elia Luini Pietro Ruta                                             | lichte dubbel-twee (m) | 7e        | serie 1: 1ste in 6.35,72 halve finale 1: 5de in 6.41,17 finale B: 1ste in 6.29,92                             |
| Romano Battisti Alessio Sartori                                    | dubbel-twee (m)        | Zilver    | serie 2: 2de in 6.18,50 halve finale 1: 3de in 6.20,68 finale: 2de in 6.32,80                                 |
| Lorenzo Carboncini Niccolo Mornati                                 | twee-zonder (m)        | 4e        | serie 3: 2de in 6.18,33 halve finale 1: 2de in 6.55,82 finale: 4de in 6.26,17                                 |
| Francesco Fossi Pierpaolo Frattini Simone Raineri Matteo Stefanini | dubbel-vier (m)        | 11e       | serie 1: 5de in 6.08,99 herkansingen:' 2de in 5.44,57 halve finale 2: 6de in 6.18,96 finale B: 5de in 6.02,57 |
| Andrea Caianiello Daniele Danesin Martino Goretti Marcello Miani   | lichte vier-zonder (m) | 12e       | serie 1: 4de in 5.56,71 herkansingen: 2de in 6.01,66 halve finale 2: 5de in 6.08,44 finale B: 6de in 6.14,63  |
| Luca Agamennoni Vincenzo Capelli Mario Paonessa Simone Venier      | vier-zonder (m)        | 8e        | serie 3: 4de in 6.02,01 herkansingen: 3de in 6.04,27 halve finale 1: 4de in 6.05,00 finale B: 2de in 6.09,42  |
|                                                                    |                        |           | |
| Sara Bertolasi Claudia Wurzel                                      | twee-zonder (v)        | 10e       | serie 2: 5de in 7.21,44 herkansingen: 4de in 7.18,14 finale B: 4de in 8.06,14                                 |

### Schermen
| Olympiër                                                                 | Onderdeel       | Resultaat | Prestatie |
| ------------------------------------------------------------------------ | --------------- | --------- | --- |
| Paolo Pizzo                                                              | degen (m)       | 5e        | 1ste ronde: W van HKG Leung: 15-14 2de ronde: W van SEN Bouzaid: 15-11 kwartfinale: V van VEN Limardo: 12-15 |
| Valerio Aspromonte                                                       | floret (m)      | 6e        | 1ste ronde: vrij 2de ronde: W van ROU Daraban: 15-11 3de ronde: W van GER Bachmann: 15-11 kwartfinale: V van CHN Lei: 8-15                                                                                       |
| Andrea Baldini                                                           | floret (m)      | 4e        | 1ste ronde: vrij 2de ronde: W van JPN Miyake: 15-6 3de ronde: W van USA Imboden: 15-9 kwartfinale: W van RUS Tsjeremisinov: 15-5 halve finale: V van CHN Lei: 11-15 bronzen finale: V van KOR Choi: 14-15        |
| Andrea Cassara                                                           | floret (m)      | 5e        | 1ste ronde: vrij 2de ronde: W van TUN Samandi: 15-7 3de ronde: W van JPN Ota: 15-14 kwartfinale: V van EGY Abouelkassem: 10-15                                                                                   |
| Valerio Aspromonte Giorgio Avola Andrea Baldini Andrea Cassara           | floret team (m) | Goud      | 1ste ronde: W van Groot-Brittannië: 45-40 halve finale: W van Verenigde Staten: 45-24 finale: W van Japan: 45-39                                                                                                 |
| Aldo Montano                                                             | sabel (m)       | 11e       | 1ste ronde: vrij 2de ronde: W van BLR Prjiemka: 15-9 3de ronde: V van ITA Occhiuzzi: 13-15 |
| Diego Occhiuzzi                                                          | sabel (m)       | Zilver    | 1ste ronde: vrij 2de ronde: W van CHN Liu: 15-9 3de ronde: W van ITA Montano: 15-13 kwartfinale: W van USA Morehouse: 15-9 halve finale: W van ROU Dumitrescu: 15-11 finale: V van HUN Szilágyi: 8-15            |
| Luigi Tarantino                                                          | sabel (m)       | 20e       | 1ste ronde: vrij 2de ronde: V van GER Hartung: 14-15 |
| Aldo Montano Diego Occhiuzzi Luigi Samele Luigi Tarantino                | sabel team (m)  | Brons     | 1ste ronde: W' van Wit-Rusland: 45-44 halve finale: V van Zuid-Korea: 37-45 bronzen finale: W van Rusland: 45-40                                                                                                 |
|                                                                          |                 |           | |
| Bianca Del Carretto                                                      | degen (v)       | 21e       | 1ste ronde: vrij 2de ronde: V van GER Heidemann: 13-14 |
| Rossella Fiamingo                                                        | degen (v)       | 7e        | 1ste ronde: vrij 2de ronde: W van JPN Nakano: 15-11 3de ronde: W van USA Lawrence: 15-7 kwartfinale: V van CHN Sun: 14-15                                                                                        |
| Mara Navarria                                                            | degen (v)       | 18e       | 1ste ronde: vrij 2de ronde: V van USA Lawrence: 12-15 |
| Bianca Del Carretto Rossella Fiamingo Nathalie Moellhausen Mara Navarria | degen team (v)  | 7e        | 1ste ronde: V van Verenigde Staten: 35-45 5de-8ste plaats: V van Roemenië: 38-45 7de-8ste plaats: W van Oekraïne: 45-40                                                                                          |
| Arianna Errigo                                                           | floret (v)      | Zilver    | 1ste ronde: vrij 2de ronde: W van VEN Fuenmayor: 15-4 3de ronde: W van RUS Gafoerzianova: 15-7 kwartfinale: W van USA Kiefer: 15-10 halve finale: W van ITA Vezzali: 15-12 finale: V van ITA Di Francisca: 11-12 |
| Elisa Di Francisca                                                       | floret (v)      | Goud      | 1ste ronde: vrij 2de ronde: W van LIB Shaito: 15-2 3de ronde: W van GER Golubytskyi: 15-9 kwartfinale: W van JPN Sugawara: 15-9 halve finale: W van KOR Nam: 11-10 finale: W van ITA Errigo: 12-11               |
| Valentina Vezzali                                                        | floret (v)      | Brons     | 1ste ronde: vrij 2de ronde: W van JPN Nishioka: 14-8 3de ronde: W van CHN Chen: 15-6 kwartfinale: W van TUN Boubakri: 8-7 halve finale: V van ITA Errigo: 12-15 bronzen finale: van KOR Nam: 13-12               |
| Arianna Errigo Elisa Di Francisca Ilaria Salvatori Valentina Vezzali     | floret team (v) | Goud      | 1ste ronde: W van Groot-Brittannië: 42-14 halve finale: W van Frankrijk: 45-22 finale: W van Rusland: 45-31 |
| Gioia Marzocca                                                           | sabel (v)       | 12e       | 1ste ronde: W van ARG Maurice: 15-10 2de ronde: V van KOR Kim: 7-15 |
| Irene Vecchi                                                             | sabel (v)       | 6e        | 1ste ronde: W van GBR Williams: 15-6 2de ronde: W van CHN Chen: 15-10 kwartfinale: V van UKR Charlan: 9-15 |

### Schietsport
| Olympiër            | Onderdeel                     | Resultaat | Prestatie                                                                                 |
| ------------------- | ----------------------------- | --------- | ----------------------------------------------------------------------------------------- |
| Niccolò Campriani   | 10m luchtgeweer (m)           | Zilver    | kwalificatie: 1ste met 599 punten (100-100-100-99-100-100) finale: 2de met 701,5 punten   |
| Marco De Nicolo     | 10m luchtgeweer (m)           | 34e       | kwalificatie: 34ste met 590 punten (99-99-98-97-99-98)                                    |
| Niccolò Campriani   | 50m geweer drie houdingen (m) | Goud      | kwalificatie: 1ste met 1180 punten (396-390-394) (OR) finale: 1ste met 1278,5 punten (OR) |
| Marco De Nicolo     | 50m geweer drie houdingen (m) | 15e       | kwalificatie: 15de met 1165 punten (394-380-391)                                          |
| Niccolò Campriani   | 50m liggend geweer (m)        | 8e        | kwalificatie: 6de met 595 punten (100-99-99-99-98-100) finale: 8ste met 697,6 punten      |
| Marco De Nicolo     | 50m liggend geweer (m)        | 36e       | kwalificatie: 36ste met 589 punten (96-97-99-99-99-99)                                    |
| Luca Tesconi        | 10m luchtpistool (m)          | Zilver    | 584-21x punten in kwalificatie (5e) 101,8 punten in finale 685,8 punten in totaal         |
| Francesco Bruno     | 50m pistool (m)               | 24e       | kwalificatie: 24ste met 553 punten (90-92-93-92-96-90)                                    |
| Giuseppe Giordano   | 50m pistool (m)               | 5e        | kwalificatie: 8ste met 559 punten (93-96-93-92-93-92) finale: 5de met 656,0 punten        |
| Francesco Bruno     | 10m luchtpistool (m)          | 29e       | kwalificatie: 29ste met 574 punten (99-95-97-96-93-94)                                    |
| Luca Tesconi        | 10m luchtpistool (m)          | Zilver    | kwalificatie: 5de met 584 punten (98-96-98-96-98-98) finale: 2de met 685,8 punten         |
| Ennio Falco         | skeet (m)                     | 14e       | kwalificatie: 14de met 118 punten (24-23-24-23-24)                                        |
| Luigi Lodde         | skeet (m)                     | 5e        | kwalificatie: 5de met 120 punten (21-25-24-25-25) finale: 5de met 143 punten              |
| Massimo Fabbrizi    | trap (m)                      | Zilver    | kwalificatie: 4de met 123 punten (25-24-25-24-25) finale: 2de met 146 punten              |
| Giovanni Pellielo   | trap (m)                      | 8e        | kwalificatie: 8ste met 121 punten (23-25-24-24-25)                                        |
| Francesco D'Aniello | dubbeltrap (m)                | 8e        | kwalificatie: 8ste met 136 punten (48-44-44)                                              |
| Daniele Di Spigno   | dubbeltrap (m)                | 18e       | kwalificatie: 18de met 131 punten (43-46-42)                                              |
|                     |                               |           |                                                                                           |
| Elania Nardelli     | 10m luchtgeweer (v)           | 46e       | kwalificatie: 46ste met 390 punten (96-98-98)                                             |
| Petra Zublasing     | 10m luchtgeweer (v)           | 12e       | kwalificatie: 12de met 396 punten (99-100-99-98)                                          |
| Elania Nardelli     | 50m 3 houdingen geweer (v)    | 35e       | kwalificatie: 46ste met 390 punten (96-98-98)                                             |
| Petra Zublasing     | 50m 3 houdingen geweer (v)    | 12e       | kwalificatie: 46ste met 390 punten (96-98-98)                                             |
| Chiara Cainero      | skeet (v)                     | 5e        | kwalificatie: 6de met 67 punten (22-21-24) finale: 5de met 89 punten                      |
| Jessica Rossi       | trap (v)                      | Goud      | kwalificatie: 1ste met 75 punten (25-25-25) (WR) finale: 1ste met 99 punten (WR)          |

### Schoonspringen
| Olympiër                         | Onderdeel              | Resultaat | Prestatie                                                                                             |
| -------------------------------- | ---------------------- | --------- | --- |
| Michele Benedetti                | 3m plank (m)           | 20e       | voorronde: 20ste met 433,05 punten                                                                    |
| Tommaso Rinaldi                  | 3m plank (m)           | 24e       | voorronde: 24ste met 400,00 punten                                                                    |
| Andrea Chiarabini                | 10m toren (m)          | 28e       | voorronde: 28ste met 367,75 punten                                                                    |
| Francesco Dell'Uomo              | 10m toren (m)          | 27e       | voorronde: 27ste met 370,25 punten                                                                    |
|                                  |                        |           | |
| Tania Cagnotto                   | 3m plank (v)           | 4e        | voorronde: 3de met 349,80 punten halve finale: 2de met 362,10 punten finale: 4de met 362,20 punten    |
| Francesca Dallapè                | 3m plank (v)           | 15e       | voorronde: 13de met 311,25 punten halve finale: 15de met 312,60 punten                                |
| Noemi Batki                      | 10m toren (v)          | 8e        | voorronde: 12de met 324,20 punten halve finale: 10de met 325,45 punten finale: 8ste met 350,05 punten |
| Brenda Spaziani                  | 10m toren (v)          | 23e       | voorronde: 23ste met 268,00 punten                                                                    |
| Tania Cagnotto Francesca Dallapè | 3m plank synchroon (v) | 4e        | 314,10 punten                                                                                         |

### Synchroonzwemmen
| Olympiër                         | Onderdeel | Resultaat | Prestatie |
| -------------------------------- | --------- | --------- | --- |
| Giulia Lapi Mariangela Perrupato | duet      | 7e        | voorronde: 090.700 punten in technische uitvoering (7e) 090.740 punten in vrije uitvoering (7e) 181.440 punten in totaal (7e) finale: 090.700 punten in technische uitvoering voorronde 090.720 punten in finale (7e) 181.420 punten in totaal |

### Taekwondo
| Olympiër        | Onderdeel | Resultaat | Prestatie |
| --------------- | --------- | --------- | --- |
| Mauro Sarmiento | –80kg (m) | Brons     | 1ste ronde: W van KGZ Abdoeraim: 5-1 kwartfinale: W van AZE Azizov: 2-1 halve final: V van ESP Hemme: 1-2 bronzen finale: W van AFG Bahawi: 4-0             |
| Carlo Molfetta  | +80kg (m) | Goud      | 1ste ronde: W van TJK Goelov: 7-3 kwartfinale: W van CHN Liu: 5-5 (sudden-death: 1-0) halve finale: W van MLI Keita: 6-4 finale: W van GAB Obame: 9-9 (SUP) |

### Tafeltennis
| Olympiër       | Onderdeel     | Resultaat | Prestatie |
| -------------- | ------------- | --------- | --- |
| Mihai Bobocica | enkelspel (m) | 33e       | 1ste ronde: W van CUB Pereira: 4-0 (11-6, 11-7, 11-3, 11-4) 2de ronde: V van AUT Schlager: 2-4 (12-10, 9-11, 11-5, 8-11, 12-14, 10-12)            |
|                |               |           | |
| Tan Wenling    | enkelspel (v) | 33e       | 1ste ronde: W van NGR Oshonaike: 4-0 (11-7, 11-5, 12-10, 11-1) 2de ronde: V van RUS Tichomirova: 3-4 (11-6, 6-11, 8-11, 14-12, 11-8, 6-11, 10-12) |

### Tennis
| Olympiër                            | Onderdeel      | Resultaat | Prestatie |
| ----------------------------------- | -------------- | --------- | --- |
| Fabio Fognini                       | enkelspel (m)  | 33e       | 1ste ronde: V van SRB Đoković: 7-6(7), 2-6, 2-6 |
| Andreas Seppi                       | enkelspel (m)  | 17e       | 1ste ronde: W van USA Young: 6-4, 6-4 2de ronde: V van ARG del Potro: 3-6, 6-7(2)                                                                              |
| Daniele Bracciali Andreas Seppi     | dubbelspel (m) | 17e       | 1ste ronde: V van CZE Berdych/Štěpánek: 6-4, 6-7(5), 4-6 |
|                                     |                |           | |
| Sara Errani                         | enkelspel (v)  | 33e       | 1ste ronde: V van USA V Williams: 3-6, 1-6 |
| Flavia Pennetta                     | enkelspel (v)  | 9e        | 1ste ronde: W van ROU Cîrstea: 6-2, 4-6, 6-2 2de ronde: W van BUL Pironkova: 7-5, 6-1 3de ronde: V van CZE Kvitová: 3-6, 0-6                                   |
| Francesca Schiavone                 | enkelspel (v)  | 17e       | 1ste ronde: W van CZE Zakopalová: 6-3, 3-6, 6-4 2de ronde: V van RUS Zvonareva: 3-6, 3-6                                                                       |
| Roberta Vinci                       | enkelspel (v)  | 33e       | 1ste ronde: V van BEL Clijsters: 1-6, 4-6 |
| Sara Errani Roberta Vinci           | dubbelspel (v) | 5e        | 1ste ronde: W van CZE Cetkovská/Šafářová: 6-2, 6-3 2de ronde: W van SLO Klepač/Srebotnik: 7-5, 6-4, 4-6 kwartfinale: V van USA S Williams/V Williams: 1-6, 1-6 |
| Flavia Pennetta Francesca Schiavone | dubbelspel (v) | 9e        | 1ste ronde: W van ESP Garrigues/Santoja: 7-6(4), 6-4 2de ronde: V van TPE Chuang/Hsieh: 7-6(3), 5-7, 4-6                                                       |
|                                     |                |           | |
| Sara Errani Andreas Seppi           | dubbelspel (g) | 9e        | 1ste ronde: V van USA Raymond/M Bryan: 5-7, 3-6 |
| Roberta Vinci Daniele Bracciali     | dubbelspel (g) | 5e        | 1ste ronde: W van SWE Arvidsson/Lindstedt: 6-3, 4-6, [10-8] kwartfinale: V van GER Lisicki/Kas: 4-6, 7-6(2), [7-10]                                            |

### Triatlon
| Olympiër           | Onderdeel | Resultaat | Prestatie |
| ------------------ | --------- | --------- | --------- |
| Alessandro Fabian  | mannen    | 10e       | 1:48.03   |
| Davide Uccellari   | mannen    | 29e       | 1:50.09   |
|                    |           |           |           |
| Annamaria Mazzetti | vrouwen   | 46e       | 2:09.08   |

### Volleybal

#### Beach
| Olympiër                       | Onderdeel | Resultaat | Prestatie |
| ------------------------------ | --------- | --------- | --- |
| Daniele Lupo Paolo Nicolai     | beach (m) | 5e        | groep A: 3de W van SUI Heuscher/Bellaguarda: 2-0 (21-19, 21-18) V van AUT Doppler/Horst: 0-2 (18-21, 17-21) V van BRA Rego/Cerutti: 0-2 (24-26, 18-21) lucky loser: W van CAN Binstock/Reader: 2-0 (21-16, 22-20) 2de ronde: W van USA Rogers/Dahausser: 2-0 (21-17, 21-19) kwartfinale: V van NED Nummerdor/Schuil: 0-2 (16-21, 18-21) |
|                                |           |           | |
| Greta Cicolari Marta Menegatti | beach (v) | 5e        | groep F: 1ste W van RUS Oekolova/Chomjakova: 2-1 (17-21, 21-18, 15-8) W van GBR Mullin/Dampney: 2-0 (21-18, 21-12) W van CAN Lessard/Martin: 2-1 (21-12, 23-25, 15-10) 2de ronde: W van ESP Fernández/Baquerizo: 2-0 (21-15, 21-15) kwartfinale: V van USA May/Jennings: 0-2 (13-21, 13-21)                                             |

#### Indoor
Mannen
| Olympiër | Onderdeel | Resultaat | Prestatie |
| --- | --------- | --------- | --- |
| Andrea Bari Emanuele Birarelli Dante Boninfante Alessandro Fei Andrea Giovi Michal Lasko Luigi Mastrangelo Samuele Papi Simone Parodi Cristian Savani Dragan Travica Ivan Zajtsev | zaal (m)  | Brons     | groep A: 4de V van Polen: 1-3 (25-21, 20-25, 23-25, 14-25) W van Argentinië: 3-1 (25-17, 21-25, 25-17, 25-23) W van Groot-Brittannië: 3-0 (25-19, 25-16, 25-20) W van Australië: 3-2 (21-25, 18-25, 25-21, 25-14, 25-13) V van Bulgarije: 0-3 (30-32, 20-25, 19-25) kwartfinale: W van Verenigde Staten: 3-0 (28-26, 25-20, 25-20) halve finale: V van Brazilië: 0-3 (21-25, 12-25, 21-25) bronzen finale: W van Bulgarije: 3-1 (25-19, 23-25, 25-22, 25-21) |

| Groep A |                  |             |             |             |      |      |       |           |           |           |        |
| #       | Land             | Wedstrijden | Wedstrijden | Wedstrijden | Sets | Sets | Sets  | Setpunten | Setpunten | Setpunten | Punten |
| #       | Land             | G           | W           | V           | V    | T    | Saldo | V         | T         | Saldo     | Punten |
| 1       | Bulgarije        | 5           | 4           | 1           | 13   | 4    | +9    | 407       | 390       | +17       | 12     |
| 2       | Polen            | 5           | 3           | 2           | 11   | 7    | +4    | 433       | 374       | +59       | 9      |
| 3       | Argentinië       | 5           | 3           | 2           | 10   | 7    | +2    | 382       | 367       | +15       | 9      |
| 4       | Italië           | 5           | 3           | 2           | 10   | 9    | +1    | 426       | 413       | +13       | 8      |
| 5       | Australië        | 5           | 2           | 3           | 8    | 10   | -2    | 395       | 397       | -2        | 7      |
| 6       | Groot-Brittannië | 5           | 0           | 5           | 0    | 15   | -15   | 274       | 376       | -102      | 0      |

| Ronde          | Datum  | Plaats           | Land | Score      | Land |
| -------------- | ------ | ---------------- | ---- | ---------- | ---- |
| Groepsfase     |        |                  |      |            |      |
| 29 juli        | Londen | Italië           | 1-3  | Polen      |      |
| 31 juli        | Londen | Italië           | 3-1  | Argentinië |      |
| 2 augustus     | Londen | Groot-Brittannië | 0-3  | Italië     |      |
| 4 augustus     | Londen | Australië        | 2-3  | Italië     |      |
| 6 augustus     | Londen | Italië           | 0-3  | Bulgarije  |      |
| Kwartfinale    |        |                  |      |            |      |
| 8 augustus     | Londen | Verenigde Staten | 0-3  | Italië     |      |
| Halve finale   |        |                  |      |            |      |
| 10 augustus    | Londen | Brazilië         | 3-0  | Italië     |      |
| Bronzen finale |        |                  |      |            |      |
| 12 augustus    | Londen | Bulgarije        | 1-3  | Italië     |      |

Vrouwen
| Olympiër | Onderdeel | Resultaat | Prestatie |
| --- | --------- | --------- | --- |
| Paola Croce Giulia Rondon Monica De Gennaro Jenny Barazza Caterina Bosetti Francesca Piccinini Valentina Arrighetti Eleonora Lo Bianco Antonella Del Core Lucia Bosetti Simona Gioli Carolina del Pilar Costagrande | zaal (v)  | 5e        | groep A:2de W van Dominicaanse Republiek: 3-1 (25-17, 23-25, 25-19, 25-15) W van Japan: 3-1 (25-22, 25-21, 20-25, 25-22) W van Groot-Brittannië: 3-0 (27-25, 25-12, 25-12) W van Algerije: 3-0 (25-11, 25-12, 25-17) V van Rusland: 2-3 (28-26, 19-25, 25-22, 16-25, 11-15) kwartfinale: V van Zuid-Korea: 1-3 (25-18, 21-25, 20-25, 18-25) |

| Groep A |                        |             |             |             |      |      |       |           |           |           |        |
| #       | Land                   | Wedstrijden | Wedstrijden | Wedstrijden | Sets | Sets | Sets  | Setpunten | Setpunten | Setpunten | Punten |
| #       | Land                   | G           | W           | V           | V    | T    | Saldo | V         | T         | Saldo     | Punten |
| 1       | Rusland                | 5           | 5           | 0           | 15   | 4    | +11   | 459       | 352       | +107      | 14     |
| 2       | Italië                 | 5           | 4           | 1           | 14   | 5    | +11   | 442       | 368       | +74       | 13     |
| 3       | Japan                  | 5           | 3           | 2           | 11   | 6    | +5    | 401       | 335       | +66       | 9      |
| 4       | Dominicaanse Republiek | 5           | 2           | 3           | 8    | 9    | -3    | 374       | 362       | -12       | 6      |
| 5       | Groot-Brittannië       | 5           | 1           | 4           | 3    | 14   | -11   | 296       | 396       | -101      | 2      |
| 6       | Algerije               | 5           | 0           | 5           | 2    | 15   | -13   | 252       | 410       | -158      | 1      |

| Ronde       | Datum  | Plaats           | Land                | Score      | Land |
| ----------- | ------ | ---------------- | ------------------- | ---------- | ---- |
| Groepsfase  |        |                  |                     |            |      |
| 28 juli     | Londen | Italië           | 3-1                 | Dominica   |      |
| 30 juli     | Londen | Italië           | 3-1                 | Japan      |      |
| 1 augustus  | Londen | Groot-Brittannië | align=left\| Italië |            |      |
| 3 augustus  | Londen | Algerije         | align=left\| Italië |            |      |
| 5 augustus  | Londen | Italië           | 2-3                 | Rusland    |      |
| Kwartfinale |        |                  |                     |            |      |
| 7 augustus  | Londen | Italië           | 1-3                 | Zuid-Korea |      |

### Waterpolo

#### Mannen
| Olympiër | Onderdeel | Resultaat | Prestatie |
| --- | --------- | --------- | --- |
| Matteo Aicardi Maurizio Felugo Pietro Figlioli Deni Fiorentini Valentino Gallo Massimo Giacoppo Alex Giorgetti Niccolò Gitto Giacomo Pastorino Amaurys Pérez Danijel Premuš Christian Presciutti Stefano Tempesti | mannen    | Zilver    | groep A: 2de W van Australië: 8-5 G van Griekenland: 7-7 V van Kroatië: 6-11 W van Kazachstan: 9-6 W van Spanje: 10-7 kwartfinale: W van Hongarije: 11-9 halve finale: W van Servië: 9-7 finale: V van Kroatië: 6-8 |

| Groep A |             |             |             |             |             |        |        |        |        |
| #       | Land        | Wedstrijden | Wedstrijden | Wedstrijden | Wedstrijden | Punten | Punten | Punten | Punten |
| #       | Land        | G           | W           | G           | V           | V      | T      | Saldo  | Punten |
| 1       | Kroatië     | 5           | 5           | 0           | 0           | 50     | 29     | +21    | 10     |
| 2       | Italië      | 5           | 3           | 1           | 1           | 40     | 36     | +4     | 7      |
| 3       | Spanje      | 5           | 3           | 0           | 2           | 52     | 42     | +10    | 6      |
| 4       | Australië   | 5           | 2           | 0           | 3           | 40     | 44     | −4     | 4      |
| 5       | Griekenland | 5           | 1           | 1           | 3           | 41     | 43     | −2     | 3      |
| 6       | Kazachstan  | 5           | 0           | 0           | 5           | 24     | 53     | −9     | 0      |

| Ronde        | Datum  | Plaats      | Land | Score      | Land |
| ------------ | ------ | ----------- | ---- | ---------- | ---- |
| Groepsfase   |        |             |      |            |      |
| 29 juli      | Londen | Italië      | 8-5  | Australië  |      |
| 31 juli      | Londen | Griekenland | 7-7  | Italië     |      |
| 2 augustus   | Londen | Italië      | 6-11 | Kroatië    |      |
| 4 augustus   | Londen | Italië      | 9-6  | Kazachstan |      |
| 6 augustus   | Londen | Spanje      | 7-10 | Italië     |      |
| Kwartfinale  |        |             |      |            |      |
| 8 augustus   | Londen | Italië      | 11-9 | Hongarije  |      |
| Halve finale |        |             |      |            |      |
| 10 augustus  | Londen | Italië      | 9-7  | Servië     |      |
| Finale       |        |             |      |            |      |
| 12 augustus  | Londen | Kroatië     | 8-6  | Italië     |      |

#### Vrouwen
| Olympiër | Onderdeel | Resultaat | Prestatie |
| --- | --------- | --------- | --- |
| Elena Gigli Simona Abbate Elisa Casanova Federica Radicchi Aniko Pelle Allegra Lapi Tania Di Mario Roberta Bianconi Giulia Enrica Emmolo Giulia Rambaldi Aleksandra Cotti Teresa Frassinetti Giulia Gorlero | vrouwen   | 7e        | groep B: 3de V van Australië: 8-10 V van Rusland: 4-7 W van Groot-Brittannië: 10-5 kwartfinale: V van Verenigde Staten: 6-9 5-8ste plek: V van China: 10-14 7-8ste plek: W van Groot-Brittannië: 11-7 |

| Groep B |                  |             |             |             |             |        |        |        |        |
| #       | Land             | Wedstrijden | Wedstrijden | Wedstrijden | Wedstrijden | Punten | Punten | Punten | Punten |
| #       | Land             | G           | W           | G           | V           | V      | T      | Saldo  | Punten |
| 1       | Australië        | 3           | 3           | 0           | 0           | 37     | 19     | +18    | 6      |
| 2       | Rusland          | 3           | 2           | 0           | 1           | 22     | 21     | +1     | 4      |
| 3       | Italië           | 3           | 1           | 0           | 2           | 22     | 22     | +0     | 2      |
| 4       | Groot-Brittannië | 3           | 0           | 0           | 3           | 14     | 33     | −19    | 0      |

| Ronde       | Datum  | Plaats           | Land  | Score            | Land |
| ----------- | ------ | ---------------- | ----- | ---------------- | ---- |
| Groepsfase  |        |                  |       |                  |      |
| 30 juli     | Londen | Italië           | 8-10  | Australië        |      |
| 1 augustus  | Londen | Italië           | 4-7   | Rusland          |      |
| 3 augustus  | Londen | Groot-Brittannië | 5-10  | Italië           |      |
| Kwartfinale |        |                  |       |                  |      |
| 5 augustus  | Londen | Verenigde Staten | 9-6   | Italië           |      |
| 5-8ste plek |        |                  |       |                  |      |
| 7 augustus  | Londen | Italië           | 10-14 | China            |      |
| 7-8ste plek |        |                  |       |                  |      |
| 9 augustus  | Londen | Italië           | 11-7  | Groot-Brittannië |      |

### Wielersport
| Olympiër              | Onderdeel        | Resultaat | Prestatie |
| Baan                  | Baan             | Baan      | Baan |
| --------------------- | ---------------- | --------- | --- |
| Elia Viviani          | omnium (m)       | 6e        | 34 punten 06 punten bij vliegende ronde: 13,359 (6e) 05 punten bij puntenkoers: 47 punten (5e) 02 punten bij afvalkoers (2e) 07 punten bij achtervolging: 4.28,499 (7e) 05 punten bij scratch (5e) 09 punten bij tijdrit: 1.04,239 (9e) |
| BMX                   |                  |           | |
| Manuel De Vecchi      | mannen           | 26e       | plaatsingsronde: 18de in 39,385 kwartfinale 3: 7de met 29 plaatsingspunten |
| Mountainbike          |                  |           | |
| Marco Aurelio Fontana | mannen           | Brons     | 1:29.32 |
| Gerhard Kerschbaumer  | mannen           | 13e       | 1:32.02 |
|                       |                  |           | |
| Eva Lechner           | vrouwen          | 17e       | 1:37.36 |
| Weg                   |                  |           | |
| Marco Pinotti         | tijdrit (m)      | 5e        | 52.49,28 |
| Marco Pinotti         | wegwedstrijd (m) | 107e      | 5:54.04 |
| Sacha Modolo          | wegwedstrijd (m) | 99e       | 5:46.51 |
| Vincenzo Nibali       | wegwedstrijd (m) | 101e      | 5:46.53 |
| Luca Paolini          | wegwedstrijd (m) | 9e        | 5:46.05 |
| Elia Viviani          | wegwedstrijd (m) | 38e       | 5:46.37 |
|                       |                  |           | |
| Noemi Cantele         | tijdrit (v)      | 22e       | 41.51,18 |
| Tatiana Guderzo       | tijdrit (v)      | 21e       | 41.48,94 |
| Monia Baccaille       | wegwedstrijd (v) | -         | buiten tijd |
| Giorgia Bronzini      | wegwedstrijd (v) | 5e        | 3:35.56 |
| Noemi Cantele         | wegwedstrijd (v) | 34e       | 3:36.04 |
| Tatiana Guderzo       | wegwedstrijd (v) | 30e       | 3:36.01 |

### Worstelen
| Olympiër          | Onderdeel      | Resultaat      | Prestatie                                                |
| Grieks-Romeins    | Grieks-Romeins | Grieks-Romeins | Grieks-Romeins                                           |
| ----------------- | -------------- | -------------- | -------------------------------------------------------- |
| Daigoro Timoncini | –96kg (m)      | 17e            | kwalificatie: vrij 1ste ronde: V van ARM Aleksanjan: 0-3 |

### Zeilen
| Olympiër                              | Onderdeel        | Resultaat | Prestatie                                                                           |
| ------------------------------------- | ---------------- | --------- | ----------------------------------------------------------------------------------- |
| Federico Esposito                     | RS:X (m)         | 34e       | 269 punten: (31, 30, 33, 31, 32, 36, 33, 35, 29, 15 medaillerace: - )               |
| Michele Regolo                        | laser (m)        | 35e       | 280 punten: (31, 35, 46, 10, 21, 32, 43, 35, 43, 30 medaillerace: - )               |
| Filippo Baldassari                    | finn (m)         | 22e       | 164 punten: (20, 22, 24, 21, 14, 21, 17, 18, 18, 13 medaillerace: - )               |
| Gabrio Zandona Pietro Zucchetti       | 470 (m)          | 4e        | 72 punten: (6, 26, 1, 8, 6, 13, 8, 4, 11, 3 medaillerace: 12)                       |
| Giuseppe Angilella Gianfranco Sibello | 49er (m)         | 9e        | 148 punten: (14, 11, 13, 10, 11, 7, 8, 12, 15, 3, 13, 18, 9, 5, 1 medaillerace: 16) |
|                                       |                  |           |                                                                                     |
| Alessandra Sensini                    | RS:X (v)         | 9e        | 95 punten: (12, 9, 11, 8, 11, 9, 6, 6, 10, 9 medaillerace: 16)                      |
| Francesca Clapcich                    | laser radial (v) | 19e       | 159 punten: (20, 16, 24, 7, 9, 27, 18, 25, 21, 19 medaillerace: - )                 |
| Giulia Conti Giovanna Micol           | 470 (v)          | 5e        | 73 punten: (8, 10, 18, 2, 3, 1, 16, 16, 6, 7 medaillerace: 4)                       |

### Zwemmen
| Olympiër                                                             | Onderdeel              | Resultaat | Prestatie                                                                       |
| -------------------------------------------------------------------- | ---------------------- | --------- | ------------------------------------------------------------------------------- |
| Luca Dotto                                                           | 50m vrije slag (m)     | 13e       | serie 8: 4de in 22,12 halve finale 2: 6de in 22,09                              |
| Marco Orsi                                                           | 50m vrije slag (m)     | 19e       | serie 7: 7de in 22,36                                                           |
| Luca Dotto                                                           | 100m vrije slag (m)    | 22e       | serie 8: 7de in 49,43                                                           |
| Filippo Magnini                                                      | 100m vrije slag (m)    | 19e       | serie 6: 6de i 49,18                                                            |
| Marco Belotti                                                        | 200m vrije slag (m)    | 29e       | serie 4: 8ste in 1.49,14                                                        |
| Samuel Pizzetti                                                      | 400m vrije slag (m)    | 18e       | serie 4: 7de in 3.50,93                                                         |
| Gabriele Detti                                                       | 1500m vrije slag (m)   | 13e       | serie 2: 4de in 15.06,22                                                        |
| Gregorio Paltrinieri                                                 | 1500m vrije slag (m)   | 5e        | serie 2: 1ste in 14.50,11 finale: 5de in 14.51,92                               |
| Mirco Di Tora                                                        | 100m rugslag (m)       | 19e       | serie 3: 2de in 54,70                                                           |
| Sebastiano Ranfagni                                                  | 200m rugslag (m)       | 19e       | serie 5: 6de in 1.58,76                                                         |
| Mattia Pesce                                                         | 100m schoolslag (m)    | 23e       | serie 5: 8ste in 1.01,27                                                        |
| Fabio Scozzoli                                                       | 100m schoolslag (m)    | 7e        | serie 5: 5de in 59,99 halve finale 1: 2de in 59,44 finale: 5de in 59,97         |
| Matteo Rivolta                                                       | 100 m vlinderslag (m)  | 22e       | serie 4: 6de in 52,50                                                           |
| Federico Turrini                                                     | 200 m wisselslag (m)   | 20e       | serie 4: 5de in 2.00,63                                                         |
| Luca Marin                                                           | 400 m wisselslag (m)   | 8e        | serie 5: 4de in 4.13,02 finale: 8ste in 4.14,89                                 |
| Federico Turrini                                                     | 400 m wisselslag (m)   | 19e       | serie 5: 6de in 4.17,22                                                         |
| Luca Dotto Filippo Magnini Marco Orsi Andrea Rolla Michele Santucci  | 4x100m vrije slag (m)  | 7e        | serie 1: 3de in 3.15,78 finale: 7de in 3.14,13                                  |
| Marco Belotti Alex Di Giorgio Riccardo Maestri Gianluca Maglia       | 4x200m vrije slag (m)  | 11e       | serie 1: 6de in 7.12,69                                                         |
| Luca Dotto Matteo Rivolta Fabio Scozzoli Mirco Di Tora               | 4x100m wisselslag (m)  | 14e       | serie 1: 7de in 3.36,88                                                         |
|                                                                      |                        |           |                                                                                 |
| Erika Ferraioli                                                      | 50m vrije slag (v)     | 32e       | serie 6: 3de in 25,69                                                           |
| Federica Pellegrini                                                  | 200 m vrije slag (v)   | 5e        | serie 3: 1ste in 1.57,16 halve finale 2: 1ste in 1.56,67 finale: 5de in 1.56,73 |
| Federica Pellegrini                                                  | 400m vrije slag (v)    | 5e        | serie 4: 3de in 4.05,30 finale: 5de in 4.04,50                                  |
| Arianna Barbieri                                                     | 100m rugslag (v)       | 13e       | serie 4: 6de in 1.00,25 halve finale 1: 7de in 1.00,27                          |
| Elena Gemo                                                           | 100m rugslag (v)       | 27e       | serie 5: 8ste in 1.01,77                                                        |
| Alessia Filippi                                                      | 200m rugslag (v)       | 23e       | serie 3: 7de in 2.12,40                                                         |
| Michela Guzzetti                                                     | 100m schoolslag (v)    | 27e       | serie 3: 5de in 1.08,83                                                         |
| Chiara Boggiatto                                                     | 200m schoolslag (v)    | 22e       | serie 5: 8ste in 2.27,74                                                        |
| Ilaria Bianchi                                                       | 100m vlinderslag (v)   | 5e        | serie 5: 4de in 58,42 halve finale 2: 6de in 57,79 finale: 5de in 57,27         |
| Stefania Pirozzi                                                     | 400m wisselslag (v)    | 22e       | serie 4: 7de in 4.45,61                                                         |
| Erika Ferraioli Laura Letrari Alice Mizzau Federica Pellegrini       | 4x100m vrije slag (v)  | 12e       | serie 2: 6de in 3.39,74                                                         |
| Diletta Carli Alice Mizzau Alice Nesti Federica Pellegrini           | 4x200m vrije slag (v)  | 7e        | serie 2: 2de in 7.52,75 finale: 7de in 7.56,30                                  |
| Arianna Barbieri Ilaria Bianchi Michela Guzzetti Federica Pellegrini | 4x100 m wisselslag (v) | 11e       | serie 1: 5de in 4.02,20                                                         |
| Open water                                                           |                        |           |                                                                                 |
| Valerio Cleri                                                        | 10km (m)               | 17e       | 1:51.29,5                                                                       |
|                                                                      |                        |           |                                                                                 |
| Martina Grimaldi                                                     | 10km (v)               | Brons     | 1:57.41,8                                                                       |